# Lukket by
En lukket by er en by med rejse- og opholdsrestriktioner. De eksisterede især i det tidligere Sovjetunionen, men findes også i begrænset mængde i visse lande, som tidligere var sovjetrepublikker. Andre lande, herunder Kina, Saudiarabien og USA, har også, eller har haft, lukkede byer.
I Sovjetunionen var der i de lukkede byer totalt adgangsforbud for udlændinge. Byerne var for det meste militære støttepunkter eller hjemsteder for våbenindustrien, og de var ofte ikke tegnet ind på de kort, som var frit tilgængelige i Sovjetunionen. De fleste af de store lukkede byer blev åbnet efter Sovjetunionens sammenbrud, som for eksempel Kaliningrad, Nizjnij Novgorod (Gorkij), Samara (Kujbysjev), Sevastopol, Tjeljabinsk og Vladivostok.

## Historie

### Sovjetunionen
I Sovjetunionen blev lukkede byer oprettet fra sent i 1940'erne og fremefter. De faldt inden for to distinkte kategorier:
Den første kategori omfattede steder med sensitive militære, industrielle eller videnskabelige installationer, såsom våbenfabrikker eller steder for kernefysisk forskning. Blandt disse var byerne Perm, et centrum for sovjetisk kampvognsproduktion, Gorkij, hvor systemkritikeren Andrej Sakharov blev forvist til, og Vladivostok, basen for den sovjetiske stillehavsflåde.
Den anden kategori omfattede grænsebyer (og enkelte sammenhængende grænseområder, som for eksempel Kaliningrad oblast) som blev lukket af sikkerhedsmæssige årsager. Sammenlignelige lukkede områder fandtes også andre steder i den tidligere østblok. Et betydeligt område langs grænsen mellem de to tyske stater og langs grænsen mellem Vesttyskland og Tjekkoslovakiet var underlagt lignende restriktioner.
De lukkede byer blev ofte oprettet på afsidesliggende steder placeret dybt inde i Ural og Sibirien, uden for rækkevidde for fjendtlige bombefly. De blev bygget nær floder og indsøer, som blev brugt til at sørge for store mængder vand, som behøvedes til tungindustri og kernefysisk teknologi. Eksisterende civile bosætninger i nærheden blev ofte brugt som arbejdskraft under bygningen. Selv om lukning af byer havde sin oprindelse som et midlertidigt tiltag, som skulle normaliseres under mere gunstige betingelser, så levede de lukkede byer i praksis deres egne liv og blev et bemærkelsesværdigt institutionelt træk i Sovjetunionen.
Bevægelser til og fra lukkede områder var strengt kontrolleret. Det var forbudt for udlændinge at besøge byerne, og lokale indbyggere var under strenge restriktioner. De skulle have specialtilladelse for at rejse dertil og for at tage derfra, og enhver, som ønskede at bosætte sig der, skulle gennemgå kontroller af sikkerhedstjenesten NKVD og efterfølgeren KGB. Adgangen til enkelte lukkede byer blev fysisk begrænset ved at omringe dem med pigtrådsgærder bevogtet af bevæbnede vagter.

## Lukkede byer i dag

### Tidligere sovjetrepublikker
I Sovjetunionen gennemgik politikken med at lukke byer store forandringer sent i 1980'erne og tidligt i 1990'erne. Enkelte byer, som for eksempel Perm, blev åbnet længe før Sovjetunionens fald, mens andre, som Kaliningrad og Vladivostok, forblev lukkede helt frem til 1992. Indføringen af en ny grundlov for den Russiske Føderation i 1993 medførte betydelige reformer i de lukkede byers status, og de blev omdøbt "lukkede administrativt-territoriale dannelser" (russisk: закрытые административно-территориальные образования (tr. zakrytyje administrativno-territorialnyje obrazovanija eller ZATO)).

#### Rusland
Der var pr. 2007 42 offentligt kendte lukkede byer i Rusland, med en samlet befolkning på omkring 1,5 millioner mennesker. 75% administreres af det russiske forsvarsministerium, mens resten administreres af Det russiske føderale atomenergibureau (FAEA), tidligere Ministeriet for atomenergi (Minatom). Yderligere omkring 15 lukkede byer antages at eksistere ifølge bogen Countering Nuclear and Radiological Terrorism (2006), men navn og beliggenhed på disse er ikke blevet offentliggjort af Rusland.
Hvilke byer, der er lukkede, defineres af et regeringsdekret (se eksterne henvisninger nederst på siden). De omfatter følgende byer:
- Arkhangelsk oblast—Mirnyj
- Astrakhan oblast—Znamensk
- Basjkortostan—Mezjgorje
- Tjeljabinsk oblast—Oziorsk, Snezjinsk og Trjokhgornyj
- Kamtjatka kraj—Viljutsjinsk
- Krasnojarsk kraj—Zelenogorsk, Norilsk og Zjeleznogorsk
- Moskva oblast—Krasnoznamensk
- Murmansk oblast—Gadzhijevo, Ostrovnoj, Poljarny, Severomorsk, Snezhnogorsk, Vidjajevo og Zaozyorsk
- Nizjnij Novgorod oblast—Sarov
- Penza oblast—Zaretsjnyj
- Primorskij kraj—Bolsjoj Kamen og Fokino
- Saratov oblast—Sjikhany
- Sverdlovsk oblast—Lesnoj og Novouralsk
- Tomsk oblast—Seversk
- Vladimir oblast—Raduzjnyj

Nogle af byerne er åbne for udenlandske investeringer, men udlændinge kan kun besøge byerne mod tilladelse. Et eksempel er Nuclear Cities Initiative (NCI), et fælles projekt mellem USA's National Nuclear Security Administration og Minatom, som blandt andet involverer byerne Sarov, Snezjinsk og Zjeleznogorsk.
Antallet af lukkede byer er blevet betydeligt reduceret siden midten af 1990'erne. Dog blev indrejse for udlændinge (undtaget hviderussiske borgere) så sent som 2001 underlagt restriktioner i de nordlige byer Norilsk, Talnakh, Kajerkan, Dudinka og Igarka. Russiske borgere som besøger disse byer er også pålagt at have rejsetilladelser.

#### Kasakhstan
Der findes to lukkede byer under russisk administration i Kasakhstan: Bajkonur (tidligere Leninsk), en by som blev bygget for at betjene Bajkonur-kosmodromen, og Kurtsjatov, som ligger ved atomprøvefeltet ved Semipalatinsk.

#### Ukraine
Ukraine havde to lukkede byer: Havnebyen Sevastopol på Krim, og industribyen Dnipro (Dnepropetrovsk). Rejserestriktionerne til og fra disse blev ophævet i midten af 1990'erne.

#### Estland
Der var to lukkede byer i Estland: Sillamäe og Paldiski. Som i alle de andre industrielle byer var befolkningen i disse hovedsageligt russisktalende. Sillamäe var hjemsted for en kemisk fabrik, som producerede brændsel og kernefysiske materialer til de sovjetiske kernekraftværker og atomvåbenfabrikker. Sillamäe var lukket til Estland blev uafhængig i 1991. I Paldiski var der et træningscenter for den sovjetiske marines atomubåde, og byen var lukket til 1994, da det sidste russiske krigsskib forlod stedet.

### USA
Følgende to byer er kendte nuværende lukkede byer i USA:
- Mercury, Nevada, som ligger i Nevada Test Site, som var det primære afprøvningsområde for amerikanske atomvåben fra 1951 til 1992. Byen er stadig lukket som en del af afprøvningsområdet.[6]
- Dugway, Utah, inde i Dugway Proving Ground,[7][8] som er et militært område beregnet til afprøvning af biologiske og kemiske våben.[9]